# Trochus nigropunctatus
Trochus nigropunctatus, common name the black-spotted topshell, là một loài ốc biển, là động vật thân mềm chân bụng sống ở biển thuộc họ Trochidae, họ ốc đụn.

## Hình ảnh

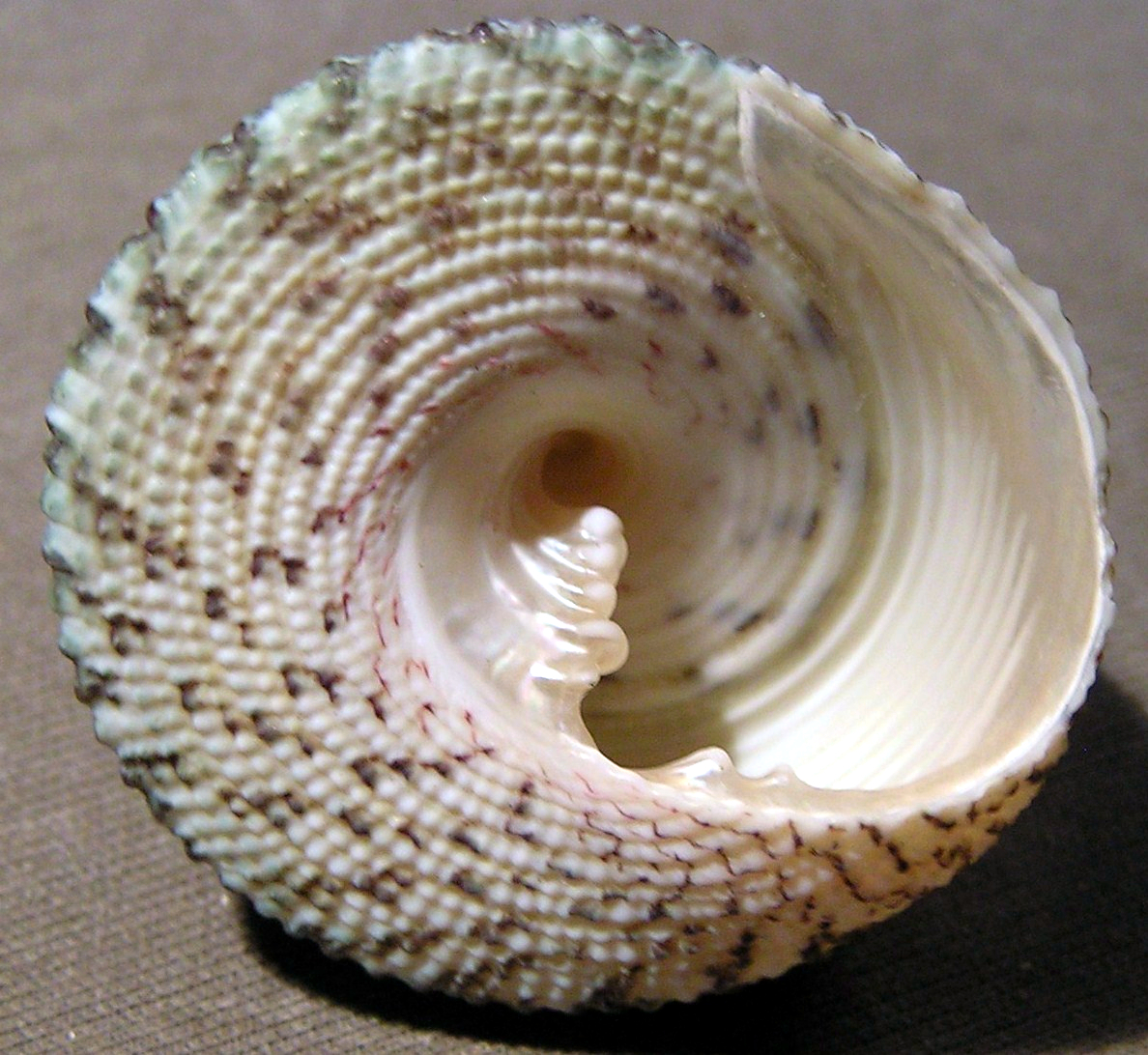
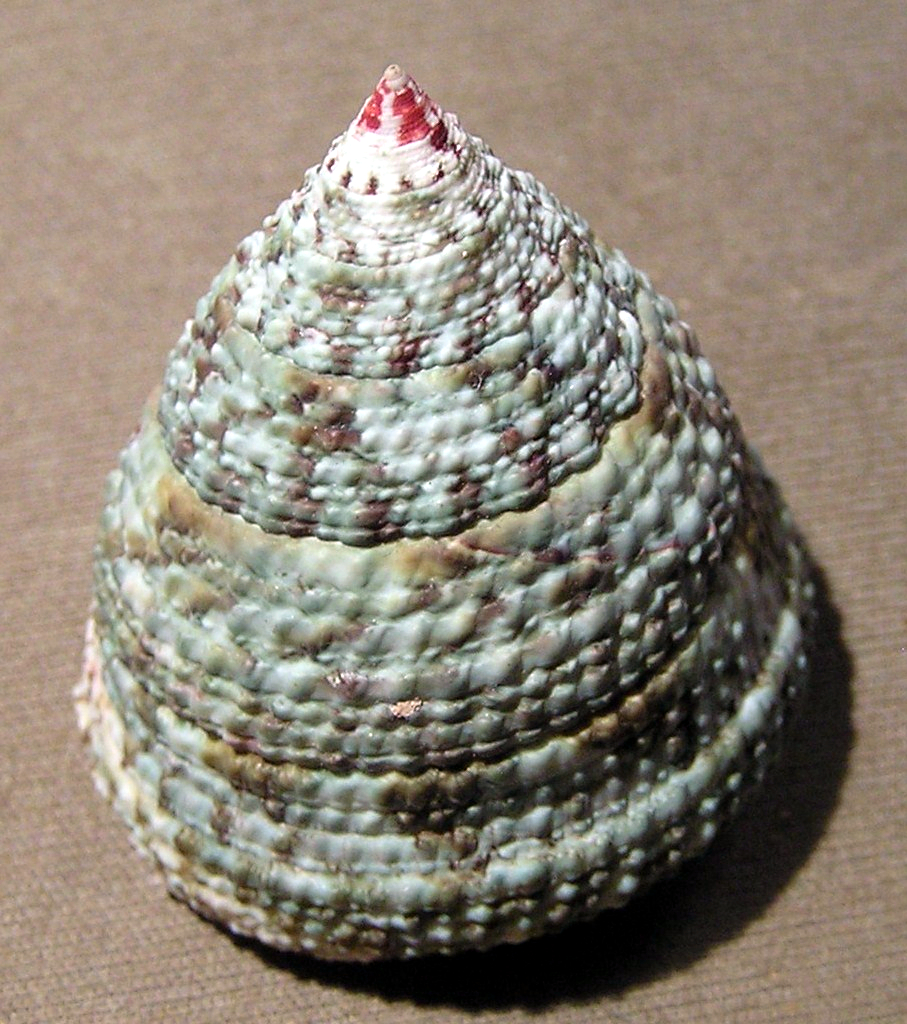
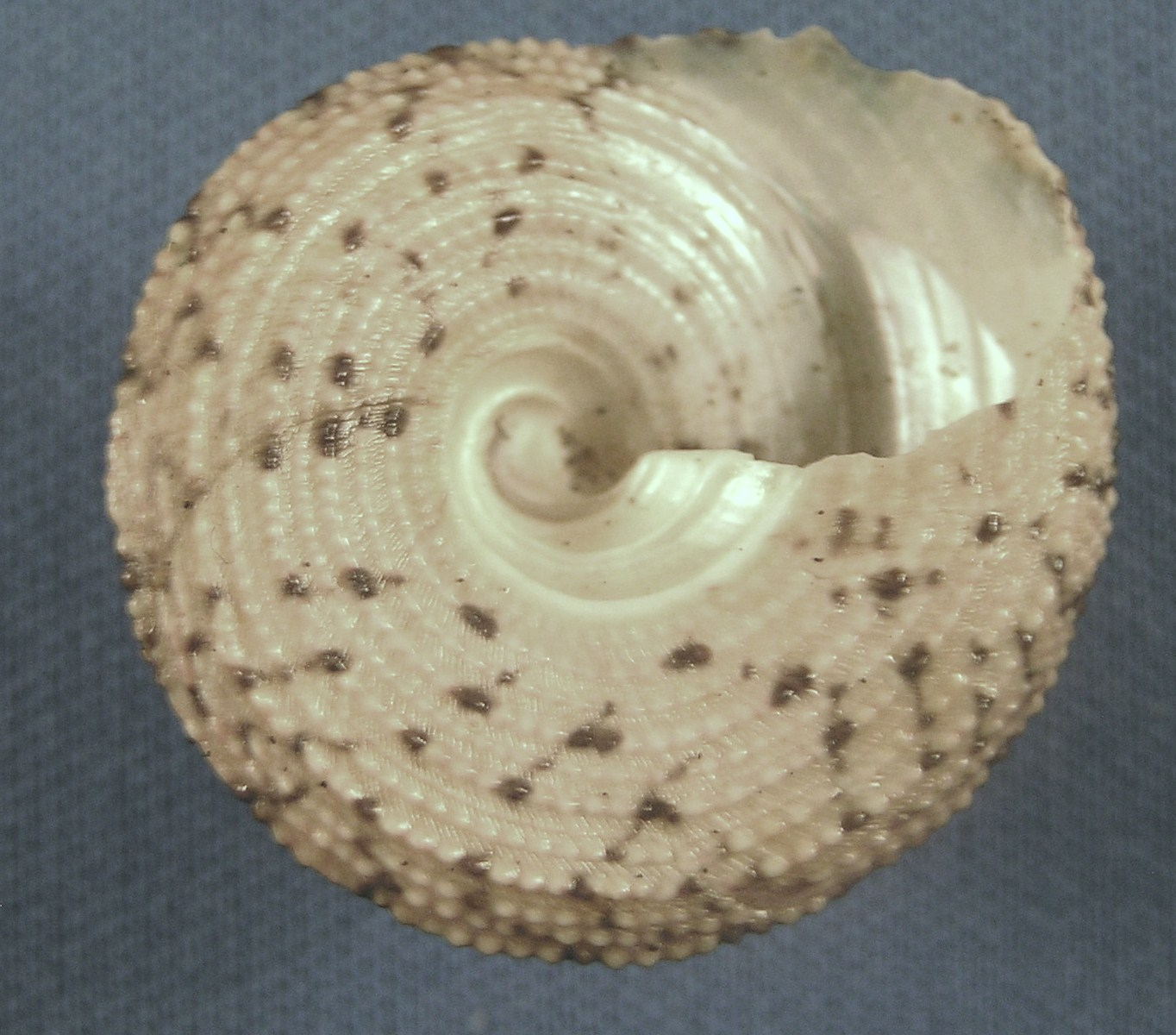
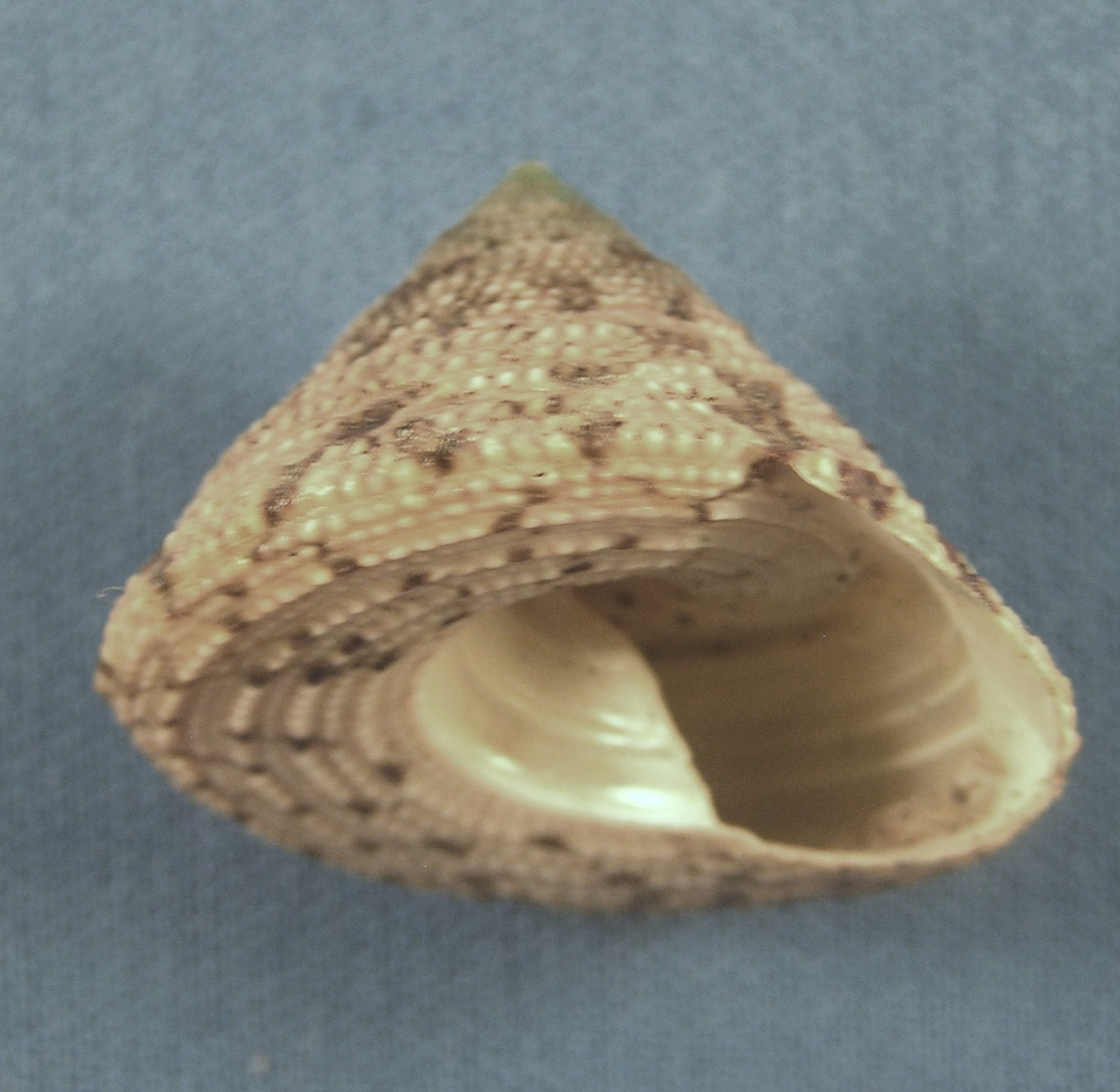